# Термінал ЗПГ Грейн
Термінал ЗПГ Грейн – інфраструктурний об`єкт для прийому, регазифікації та перевалки зрідженого природного газу, споруджений у 30 км на схід від Лондону на острові Грейн в усті річки Медвей. Перший імпортний термінал ЗПГ у Великій Британії.
Ще з 1982 року на місці майбутнього терміналу діяло сховище ЗПГ у складі чотирьох резервуарів об’ємом по 50000 м3, призначене для покриття пікового споживання природного газу. В 1990-х роках Велика Британія почала стрімко збільшувати споживання блакитного палива, що забезпечувалось власними родовищами у Північному морі. Втім, в у 2000-х видобуток вже почав знижуватись, тоді як попит продовжував зростання. Тому був організований трубопровідний імпорт з Норвегії (Vesterled, Langeled) та облаштовані інтерконектори з Бельгією та Нідерландами (Інтерконектор, Балгзанд-Бактон), що давали доступ до ринку газу континентальної Європи. Крім того, вирішили приступити до розвитку інфраструктури поставок ЗПГ.
Першим британським терміналом для прийому зрідженого газу став саме Грейн. Тут спорудили причал довжиною 1 км, що може приймати газові танкери вантажоємністю до 265000 м3. Першу чергу терміналу ввели в експлуатацію у 2005 році. У 2008 та 2010-му відбулись два етапи розширення, завядки яким його загальна потужність досягла 19,5 млрд.м3 на рік. Планується, що після 2018 року цей показник зросте до 27,5 млрд.м3, що виведе Грейн на перше місце в Європі. 
На другому і третьому етапах модернізації резервуарний парк для зберігання продукції перед регазифікацією доповнили ще чотирма об`єктами обсягом по 190000 м3 кожен, завдяки чому загальний об`єм сховища зріс до майже мільйона кубометрів.
Особливістю терміналу є те, що кожна фаза споруджується на основі угод з великими гравцями газового ринку, які придбавають право на використання певної потужності. Так, перша черга базувалась на контракті з BP і алжирською Sonatrach, друга на угодах з Centrica, французькою GDF SUEZ та знову Sonatrach, третя – на угодах з Centrica, німецькою E.ON та іспанською Iberdrola.
Окрім поставок регазифікованої продукції до газотранспортної мережі, термінал у Грейн може здійснювати інші операції, як то перевалка на інші судна, відпуск у автоцистернах, а з 2017 року також планується організувати бункерування суден, двигуни яких використовують зріджений газ.